# Wagla
Wagla (en népalais : वाग्ला) est un comité de développement villageois du Népal situé dans le district de Gulmi. Au recensement de 2011, il comptait 3 529 habitants.